# Molla Wagué
Molla Wagué (ur. 21 lutego 1991 w Vernon) – malijski piłkarz grający na pozycji środkowego obrońcy. Od 2017 roku jest zawodnikiem klubu Watfordu.

## Kariera klubowa
Swoją karierę piłkarską Wagué rozpoczynał w klubach Les Andelys, Romilly Pont Saint-Pierre i FC Rouen. W 2006 roku podjął treningi w SM Caen. W 2011 roku awansował do kadry pierwszej drużyny. 6 listopada 2011 zadebiutował w Ligue 1 w wygranym 3:0 domowym meczu z Dijon FCO. 19 listopada 2011 w zremisowanym 2:2 wyjazdowym meczu z AC Ajaccio strzelił swojego pierwszego gola w lidze. Na koniec sezonu 2011/2012 spadł z Caen do Ligue 2.
W 2014 roku Wagué przeszedł do Udinese Calcio.
| Sezon   | Klub           | Kraj    | Rozgrywki      | Mecze | Bramki |
| ------- | -------------- | ------- | -------------- | ----- | ------ |
| 2011/12 | SM Caen        | Francja | Ligue 1        | 5     | 1      |
| 2012/13 | SM Caen        | Francja | Ligue 2        | 20    | 2      |
| 2013/14 | SM Caen        | Francja | Ligue 2        | 24    | 1      |
| 2014/15 | Udinese Calcio | Włochy  | Serie A        | 10    | 2      |
| 2015/16 | Udinese Calcio | Włochy  | Serie A        | 21    | 0      |
| 2016/17 | Udinese Calcio | Włochy  | Serie A        | 6     | 0      |
| 2016/17 | Leicester City | Anglia  | Premier League | 0     | 0      |
| 2017/18 | Watford        | Anglia  | Premier League | 6     | 1      |

## Kariera reprezentacyjna
W 2013 roku Wagué został powołany do reprezentacji Mali na Puchar Narodów Afryki 2013. Na tym turnieju zadebiutował w kadrze narodowej, 20 stycznia 2013, w wygranym 1:0 meczu z Nigrem. Na PNA 2013 zagrał jeszcze w trzech meczach: z Demokratyczną Republiką Konga (1:1), ćwierćfinale z Republiką Południowej Afryki (1:1, k. 3:1), półfinale z Nigerią (1:4). Z Mali zajął 3. miejsce.